# 长芒卷柏
长芒卷柏（学名：Selaginella commutata）为卷柏科卷柏属下的一个种。

## 扩展阅读
- 維基物種上的相關：长芒卷柏